# (9538) 1982 UM2
(9538) 1982 UM2 (1982 UM2, 1986 VH) — астероїд головного поясу, відкритий 20 жовтня 1982 року.
Тіссеранів параметр щодо Юпітера — 3,441.